# P/2014 W1 (PANSTARRS)
P/2014 W1 (PANSTARRS) — одна з короткоперіодичних комет родини Юпітера. Комета була відкрита 17 листопада 2014 року і мала 20.9m на час відкриття.